# VOS-volgorde
De VOS-volgorde (Verb-Object-Subject) is een in de talen van de wereld vrij ongebruikelijke volgorde van woorden en zinsdelen, waarbij het object achter de persoonsvorm maar voor het subject staat. 
De VOS-volgorde is een stuk minder gebruikelijk dan de woordvolgordes waarbij het subject voor het object staat. Het feit dat het object evenveel of zelfs meer nadruk krijgt dan het subject hangt waarschijnlijk samen met het feit dat veel talen met een VOS-volgorde ergatief zijn, waardoor het subject en het object als gelijkwaardige zinsdelen worden behandeld. 
De VOS-volgorde komt als standaardnorm vooral voor in de Austronesische talen en in sommige Mayatalen.